# Ducula luctuosa
Il piccione imperiale bianco, piccione imperiale aliargento, piccione imperiale di Sulawesi o colombo imperiale bianco (Ducula luctuosa Temminck, 1824) è un uccello della famiglia dei Columbidi.

## Descrizione
Il piccione imperiale bianco è lungo 27–48 cm e pesa 410 g. Il piumaggio generale è bianco, si distingue dal piccione imperiale bianconero per avere le remiganti primarie, le loro copritrici e le remiganti secondarie esterne grigie bordate di nero. Alcune copritrici della regione ventrale hanno macchie nere. I sessi sono simili.

## Biologia
Si nutre di una grande varietà di frutti e bacche compresi quelli di ficus e noce moscata che ricerca esclusivamente sugli alberi. Nidifica generalmente in colonie nelle isole al largo a 7-8 metri dal suolo. Depone uno o occasionalmente due uova. Compie spostamenti stagionali spesso in piccoli gruppi che volano a circa 70 metri di altezza.

## Distribuzione e habitat
Sulawesi e isole verso nord est e sud est fino alle isole Banggai e Sula. Predilige le zone boschive aperte, i confini tra foreste e aree coltivate a poca altezza fino a 475 metri.